# Edward Howard, 9:e hertig av Norfolk
Edward Howard, 9:e hertig av Norfolk, född den 5 juni 1686, död den 20 september 1777, var en engelsk ädling, son till lord Thomas Howard (1653-1689) och bror till Thomas Howard, 8:e hertig av Norfolk.
Han efterträdde sin barnlöse bror som hertig och Earl Marshal av England 1732. Han hade gift sig 1727 med Mary Blount (1702-1773), men även hans äktenskap blev barnlöst.
James Cook namngav 1774 Norfolk Islands som en ärebetygelse åt Mary, hertiginna av Norfolk. Edward Howard efterträddes som hertig av sin syssling, Charles Howard, 10:e hertig av Norfolk, men titeln earl av Norfolk dog ut med honom.